# 레팀노현
레팀노현은 그리스 크레타주에 있는 현이다. 중심 도시는 레팀노이다. 오늘날 레팀노현의 주요 수입원은 관광이다. 현내 농촌 지역에서는 농경과 목축도 경제의 기반을 이룬다. 레팀노 이외에 레팀노현의 유명한 도시로는 플라키아스, 스필리, 아야갈리니 등이 있다.